# Tragon signaticornis
Tragon signaticornis là một loài bọ cánh cứng trong họ Cerambycidae.